# Carmen del Berro
Carmen del Berro (nombre artístico de Carmen González Domínguez, Ayamonte, julio de 1940) es una acuarelista y pintora española.

## Vida
Nace en Ayamonte (Huelva) en julio de 1940, en el seno de una familia de comerciantes. En esta ciudad pasa sus primeros años y nace su pasión precoz por el dibujo, que empieza a practicar en el serrín que extienden por el suelo del almacén de especias y cereales de sus tíos.
Hacia 1947 la familia se traslada a Madrid. En 1958 empieza a estudiar en la Escuela de Artes y Oficios, donde perfecciona el dibujo y se inicia en el modelado. En los años sesenta asiste a clases de pintura en el estudio del pintor Julio Moisés Fernández de Villasante (1888-1986) y en el Círculo de Bellas Artes, donde pinta desnudos del natural.
En 1960 entra a trabajar en los estudios cinematográficos Chamartín y Sevilla Films como ayudante de decoración bajo la dirección del célebre decorador ruso-francés Georges Wakhévitch (1907-1984), figura que resulta decisiva en su formación. Aquí conoce al director artístico Gil Parrondo (1921-2016), con quien trabaja en los decorados de películas como Rey de Reyes, 55 días en Pekín, La caída del imperio romano y El Cid.
En 1965 viaja a Oxford, donde hace su primera exposición, y poco después a París, donde sigue pintando, exponiendo y vendiendo obra, sobre todo a marchantes americanos que se pasan por su estudio de la calle Trois Frères, en Montmartre. En la capital francesa conoce al también pintor Philippe Monteagudo (1936-2016), con quien se casa en 1967 y tiene cuatro hijos, entre ellos Eduardo Monteagudo (1971), pintor a su vez.
En 1970 la pareja se establece en Fuentealbilla (Albacete), pueblo de la Mancha de donde es originario el padre de Philippe y donde se encuentra la casa-estudio de los dos artistas, que, previa cita, está siempre abierta al público coleccionista. Los años 2015 a 2018 los pasa en París, adonde no volvía hacía más de cuatro décadas, trabajando intensamente. También desarrolla su actividad creadora en sus estudios de Albacete, Madrid, Marbella y Cartaya, en la Costa de la Luz.

## Obra
Lo más característico de la obra de Carmen del Berro son quizá las acuarelas de grupos o figuras de niños y adolescentes en actitud soñadora, a veces melancólica, técnicamente resueltas con amplias manchas de vivos colores sobre un dibujo de trazo sutil que, en palabras del crítico Victoriano Crémer, «es un dibujo esencial, como el esqueleto, como el soporte de toda la composición». En sus óleos, y a diferencia de sus acuarelas, hechas de transparencias, gusta del empaste y de la pincelada vigorosa, aunque sin renunciar a esa atmósfera lírica que envuelve la mayoría de sus escenas, independientemente de la técnica. También destacan sus escenas de costumbres, paisajes y marinas, así como el bodegón floral.
Así resume la temática de su obra el crítico Baltasar Bueno: «No son sus personajes interpretaciones serias de la vida, sino sinceridades. Sus flores no son barrocas, tienen la misma pobreza y naturalidad que la cara de sus niños. Sus paisajes no son absolutamente desiertos, como no lo son sus playas. Su pintura es resumen, el pléroma de una concepción global del mundo».
Y Juan Carlos Villacorta dice: «La pintura de Carmen del Berro es la pintura de un gran consuelo y que tiene una razón yo diría que poética. La poseía nace en ella de ser una pintura fronteriza entre lo real y lo irreal, entre la realidad y el sueño, entre lo que es tangible, pesa y puede medirse, y lo que es solo etéreo, e indecible, o solo música».
Tiene obra en galerías permanentes de París, Nueva York, Ámsterdam, Luxemburgo, Venecia, así como en colecciones particulares de todo el mundo.